# Сім чудес Кам'янця-Подільського
Сім чуде́с Кам'янця́-Поді́льського — сім найоригінальніших пам'яток історії, культури, архітектури та природи Кам'янця-Подільського. Визначилися внаслідок опитування, яке тривало від 7 грудня 2007 року до 14 січня 2008 року.

## Хід конкурсу
У серпні 2007 року, коли визначилися сім чудес України, редакція приватної газети «Подолянин» запропонувала провести акцію «Сім чудес Кам'янця-Подільського». Міська влада підтримала ініціативу газети. 13 листопада 2007 року відбулося перше засідання робочої групи (від «Подолянина» до її складу увійшов Олег Будзей). Попередньо відібрано 21 претендент із 42 запропонованих.
27 листопада було створено конкурсну комісію з 21 чоловіка, яку очолив міський голова Олександр Мазурчак. До її складу увійшли чиновники, працівники туристичної галузі, історики, краєзнавці, журналісти.
5 грудня на першому засіданні комісії обговорено положення про акцію, узгоджено список претендентів на чудеса. Число номінантів розширено з 21 до 28. Це замки — Старий і Новий, брами — Польська, Руська, Вітряна, мости — Замкомий, Новопланівський, «Стрімка лань», костели — Кафедральний, Домініканський, Тринітарський, церкви — Миколаївська, Петропавлівська, Хрестовоздвиженська, Олександра Невського, а також Ратуша, каньйон, Лаура, університет, заснований 1918 року, комплекс урядових споруд періоду УНР, православна семінарія, Вірменська криниця, будинок із драконом, казарми фортеці, палац Дембицького (нині — Центр дитячої творчості), Вірменська дзвіниця, Пушкінський народний дім (нині — міський Будинок культури), Гончарська вежа.
Опитування тривало від 7 грудня 2007 року до 14 січня 2008 року. Способів голосування було декілька:
- поштовий (газети друкували купони, які читачі заповнювали та без конверта вкидали в поштові скриньки);
- вуличне опитування (волонтери пропонували перехожим заповнити купон);
- через інтернет на одному з місцевих сайтів.

Право голосувати мали не тільки кам'янчани, але й мешканці інших регіонів України та зарубіжжя.

## Лауреати
Унаслідок опитування найбільшими чудесами Кам'янця-Подільського визнано:
- Стару фортецю,
- міську Ратушу,
- каньйон річки Смотрич,
- Кафедральний костел святих Петра та Павла,
- надмогильний пам'ятник Лаурі Пшездецькій, який зберігається в Кафедральному костелі (скульптор Віктор Бродський),
- Замковий міст,
- міст «Стрімка лань».

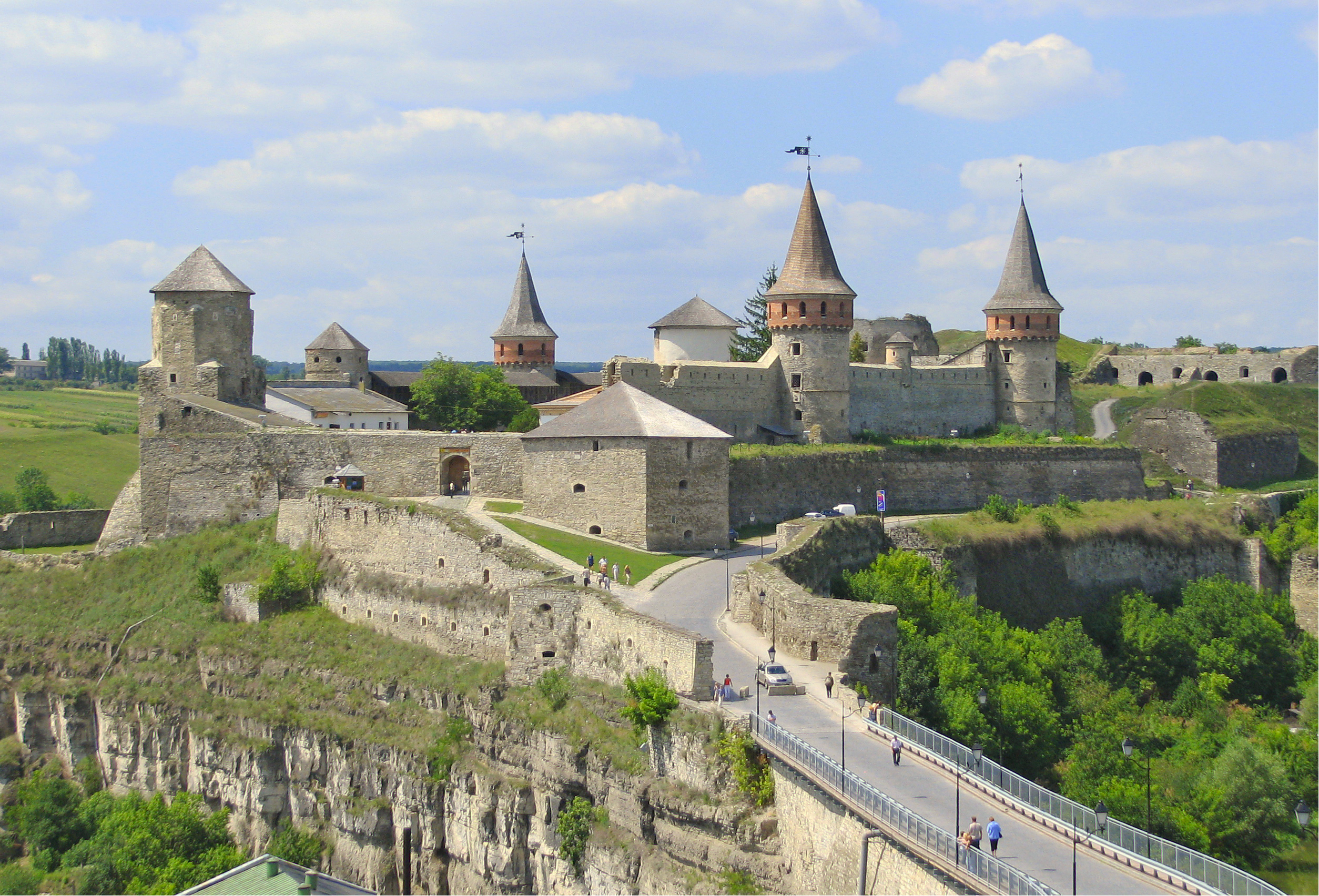
Кам'янець-Подільська фортеця
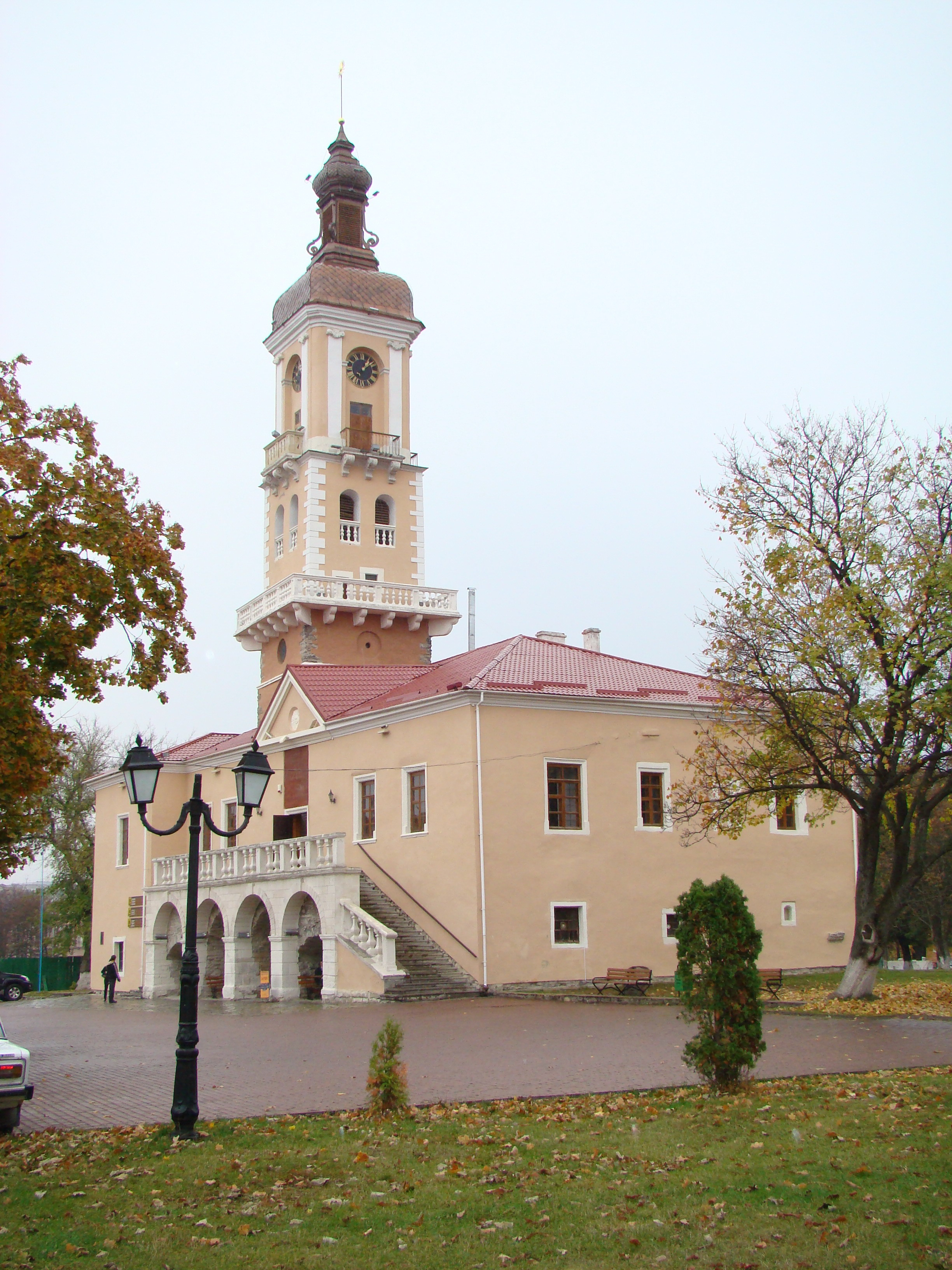
Будинок польського магістрату
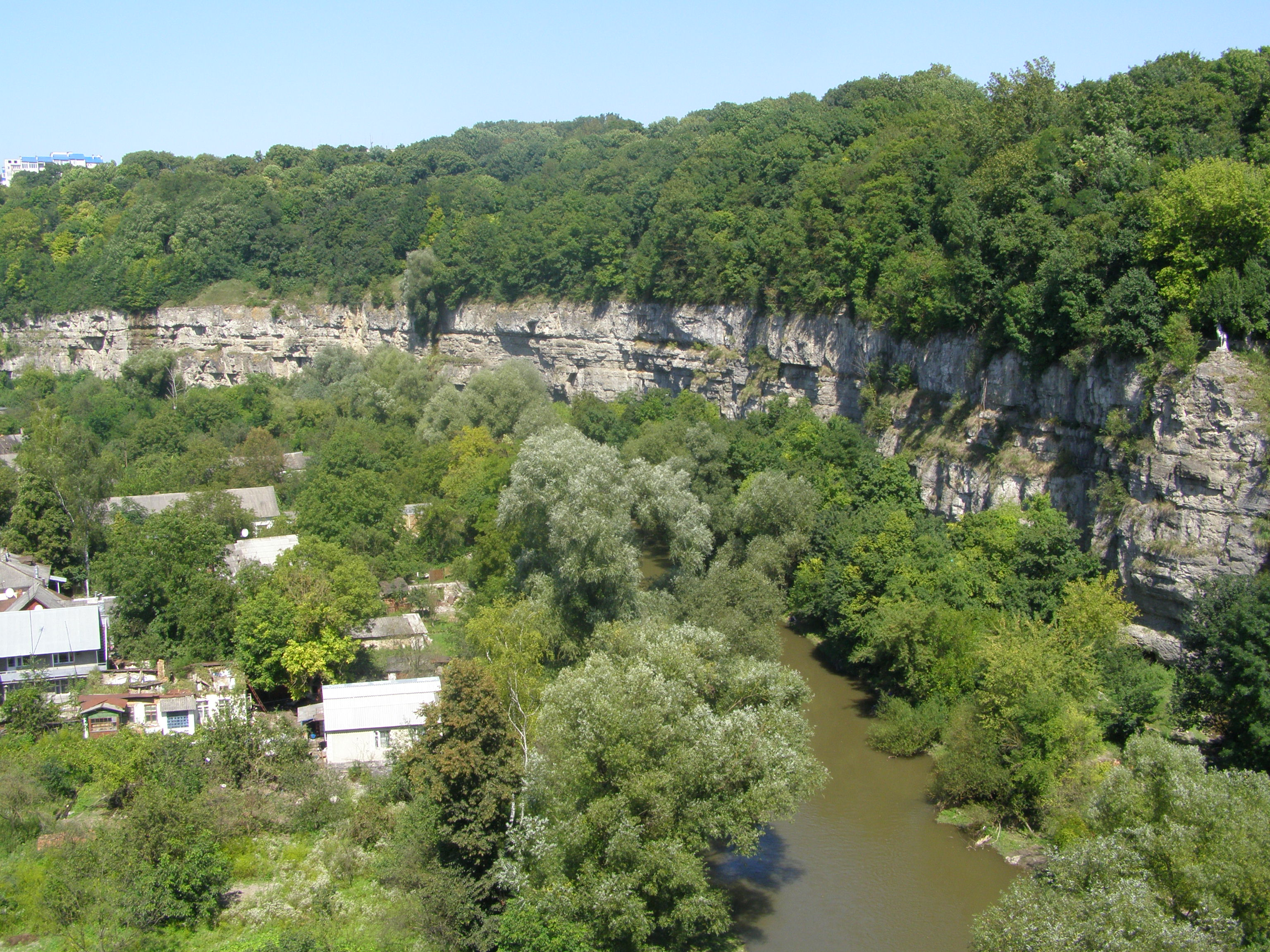
Смотрицький каньйон
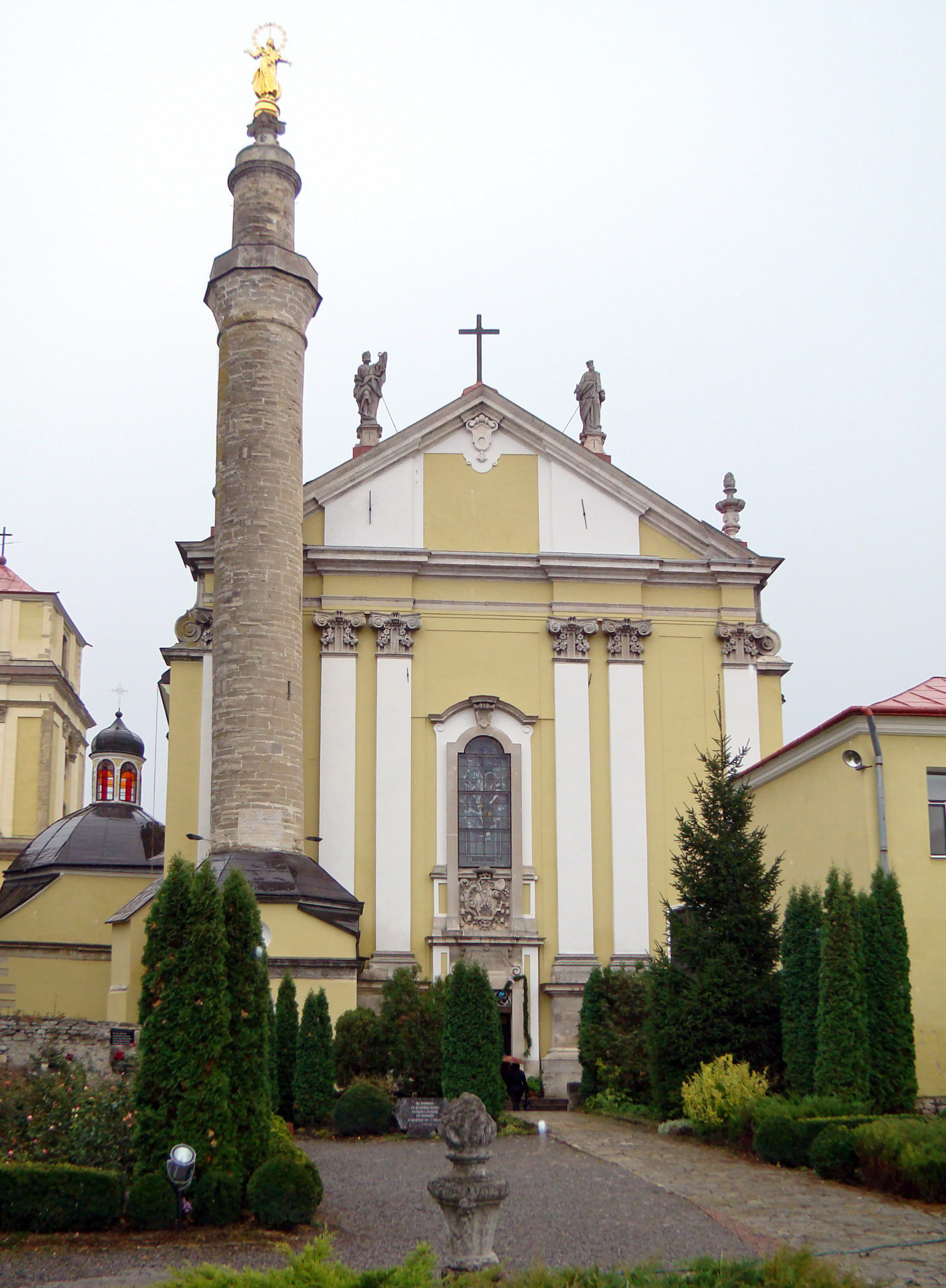
Кафедральний костел святих Петра та Павла
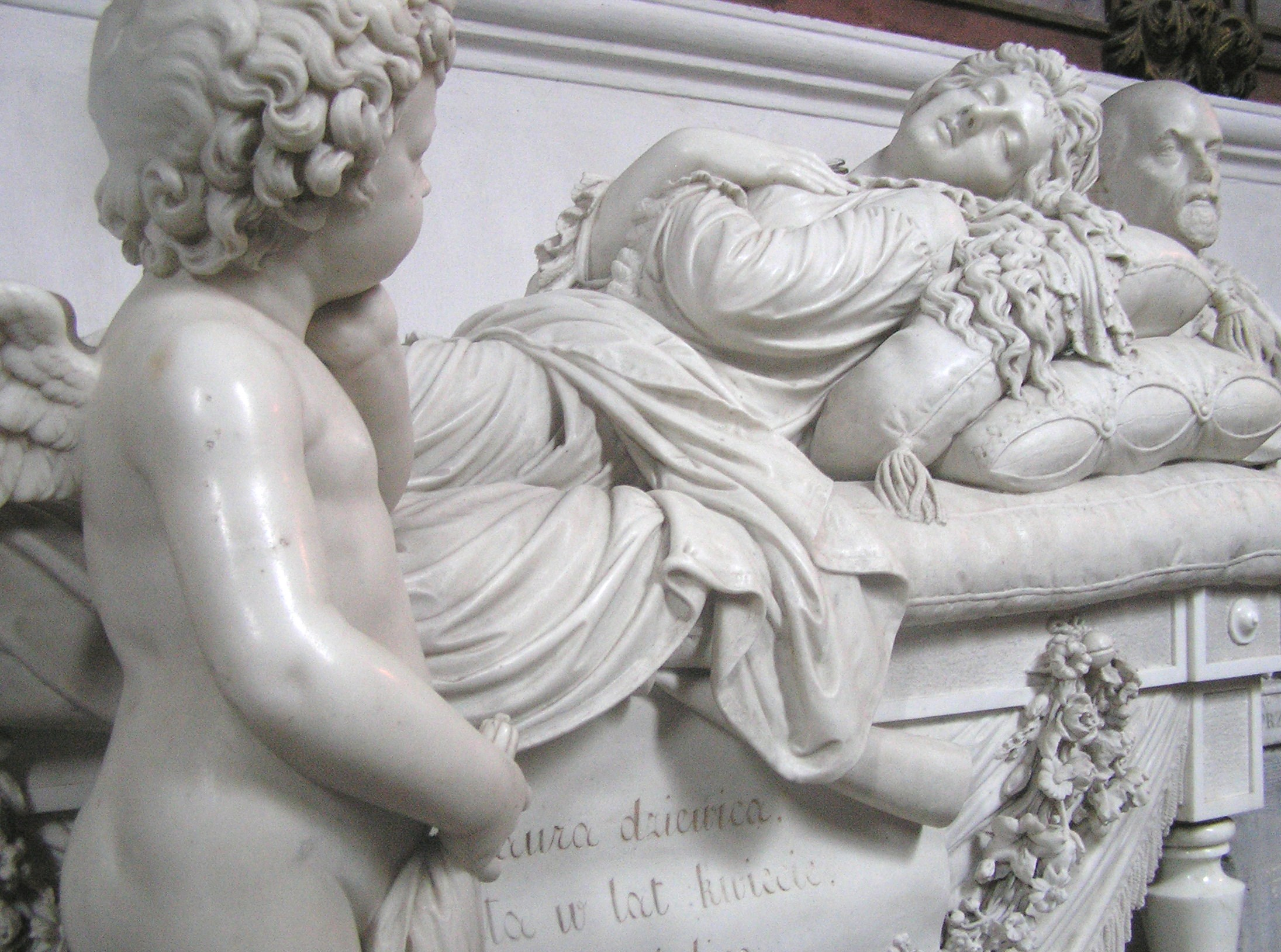
Надгробок Лаури Пшездецької
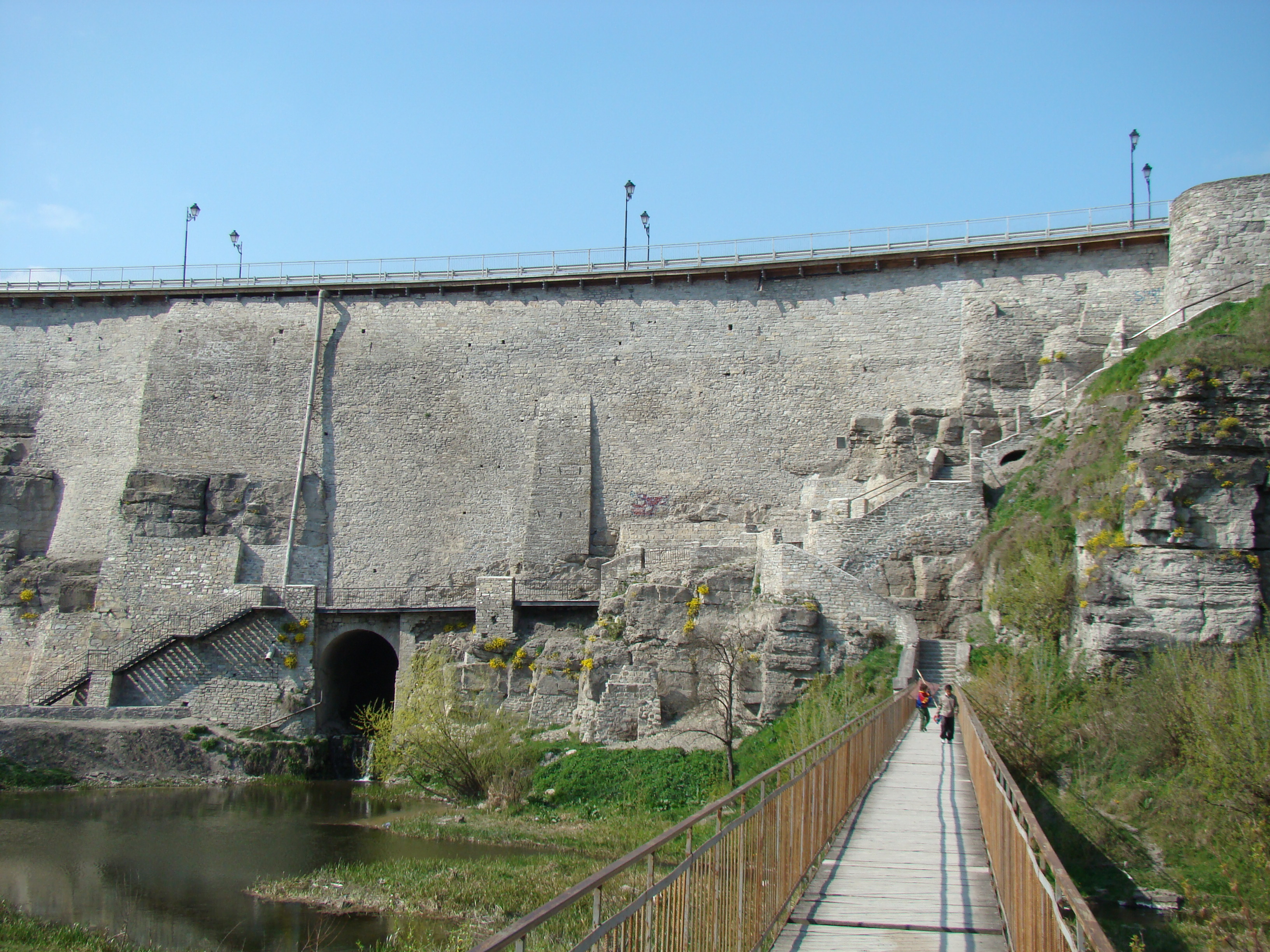
Замковий міст

## Конкурс відеофільмів про 7 чудес
20 лютого 2008 року визначено переможця конкурсу відеофільмів про 7 чудес Кам'янця-Подільського. Конкурсна комісія на чолі із заступником міського голови Олегом Демчуком, переглянувши три подані роботи, одноголосно визнала найкращим 4-хвилинний фільм «Сон Лаури» (режисер Олеся Бортняк, оператор Дмитро Глухенький). Переможцям вручено 5000 гривень, а їх фільм розтиражовано. Друге місце посів фільм Олексія Абросімова, в якому відеоряд про пам'ятки поєднано з віршованою розповіддю про них (читає текст Павло Тихонов), а третім став фільм, який зняв Анатолій Перець. Авторам цих фільмів вручено заохочувальні премії — відповідно 1000 і 500 гривень.